# 루가주

루가주

루가주(프랑스어: Région de Louga)는 세네갈 북서부에 위치한 주로, 주도는 루가이며 면적은 29,188km2, 인구는 835,325명(2013년 기준)이다. 3개의 하위 행정 구역(케베메르, 링구에레, 루가)을 관할한다.